# هم‌اتاقی‌ها (فیلم ۱۹۹۵)
هم‌اتاقی‌ها (به انگلیسی: Roommates) فیلمی محصول سال ۱۹۹۵ و به کارگردانی پیتر ییتس است. در این فیلم بازیگرانی همچون پیتر فالک، دی بی سویینی، جولیان مور، جان رابز، الن برستین، ارنی سابلا، فرانکی فیزن و ویلیام اچ میسی ایفای نقش کرده‌اند.